# SOON
SOON（スーン）は、日本の音楽ユニット。1994年に東芝EMIからデビュー。1999年に活動休止。

## メンバー
- 村上 広一（むらかみ こういち）
  - 1967年1月31日、広島県広島市生まれ。
  - Kabachのベーシスト。Kabach解散後から作詞・作曲をはじめ、ボーカルに転向。
  - SOON解散後は楽曲提供やプロデュースなど制作に携わる。
  - 2000年代に数作のソロ・アルバムをリリースしている[1]。

- 島津 正多（しまづ しょうた）
  - 1965年3月6日、広島県佐伯郡五日市町（現在の広島市佐伯区）生まれ。
  - Kabachのギタリスト。

## 来歴
1990年にEPICソニーからメジャーデビューした「Kabach」のメンバーだったKajar（村上広一）、Shota（島津正多）が、Kabach解散後に結成。1994年、東芝EMIからシングル「Sunflower」でデビュー。以降1999年までコンスタントにCDをリリースするが、アルバム『Midnight Sun』の発表後、活動休止。

## タイアップ一覧
| 年                 | 曲名                            | タイアップ                                       |
| ------------------ | ------------------------------- | ------------------------------------------------ |
| SOON               |                                 |                                                  |
| 1995年             | SLEEPING BEAUTY                 | テレビ朝日系『快楽通信』テーマソング             |
| 1995年             | Summer of Love                  | NHK-FM『ミュージックスクエア』エンディングテーマ |
| 1996年             | Merry-go-round                  | フジテレビ系『平成教育委員会』エンディングテーマ |
| 1996年             | Boomerang                       | TBS系『BLITZ INDEX』オープニングテーマ           |
| 1998年             | Dreamtime                       | NHK-FM『ミュージックスクエア』オープニングテーマ |
| 1999年             | Missing                         | ダリヤ「ベネゼル」CMソング                       |
| SOON with 高橋幸宏 |                                 |                                                  |
| 1997年             | VOICE OF THE EARTH 〜地球の声〜 | 関西セルラー CMソング                            |